# Erhard Lange (Philosoph)
Erhard Lange (* 30. September 1929 in Alt Harzdorf, Tschechoslowakei; † 22. August 2017 in Jena) war ein deutscher marxistischer Philosoph.

## Leben
Erhard Lange besuchte bis zum Anschluss des Sudetenlandes an das Deutsche Reich im Jahr 1938 eine deutschsprachige Schule und danach die deutsche Volksschule. Nach dem Zweiten Weltkrieg kam er infolge der Vertreibung der Deutschen aus der Tschechoslowakei in die Sowjetische Besatzungszone nach Thüringen. Er absolvierte die Berufsausbildung zum Elektriker und schloss sich der Freien Deutschen Jugend (FDJ) an. Danach qualifizierte er sich zum Elektrotechniker und bereitete sich in Kursen an der Arbeiter-und-Bauern-Fakultät auf ein Hochschulstudium vor.
Anfang der 1950er Jahre begann Lange Mathematik an der Friedrich-Schiller-Universität Jena (FSU) zu studieren. In den obligatorischen Lehrveranstaltungen des Instituts für Dialektischen Materialismus weckte Georg Klaus sein Interesse an philosophischen Fragen. Lange wechselte zur Philosophie und studierte von 1951 bis 1957 Marxismus-Leninismus in der Sowjetunion an der Schdanow-Universität in Leningrad. Noch im August 1951 warb ihn das Innenministerium der UdSSR (MWD) als inoffiziellen Mitarbeiter (IM) an. Weil der Vorgang im November 1955 bei der Weimarer Dienststelle des KGB lag, übernahm ihn das Ministerium für Staatssicherheit (MfS) von da an als „Kontaktperson“ unter dem Decknamen Einstein. Zum Abschluss des Philosophiestudiums kehrte Lange an die FSU zurück und blieb als wissenschaftlicher Mitarbeiter in Jena. Laut einer späteren Einschätzung des MfS fungierte Lange an der FSU als IM. 1961 promovierte er an der Philosophischen Fakultät der FSU mit dem Thema „Grundzüge der philosophischen Entwicklung Georg Forsters“. Nach der Promotion arbeitete er weiter an der FSU als Dozent mit dem Fachschwerpunkt Philosophiegeschichte und übernahm 1967 von Georg Mende die Leitung des „Philosophischen Instituts“. Seine Habilitation erfolgte 1969 mit dem Thema „Dialektik von Philosophie und Ökonomie bei Karl Marx.“ Das Philosophische Institut wurde 1968 unter seiner Leitung in die „Sektion Philosophie/Geschichte“ der FSU überführt. Als ordentlicher Professor und Lehrstuhlinhaber für „Philosophiegeschichte“ blieb Lange im Amt des Institutsdirektors. Im Jahr 1972 kam es unter Lange zur Bildung einer „Sektion marxistisch-leninistische Philosophie“ an der FSU.
In der Wendezeit wurde Erhard Lange von 1990 bis 1991 zum Dekan der Philosophischen Fakultät an der FSU berufen. Ende 1991 musste er wie die meisten DDR-Philosophen aus dem Hochschuldienst ausscheiden. Erhard Lange, der mit seiner Ehefrau Margarete zwei Kinder hatte, verstarb am 22. August 2017 in Jena.

## Werkgeschichte
Erhard Lange ist hauptsächlich mit seinen Arbeiten zur Erforschung der deutschen philosophischen Klassik bekannt geworden, wobei es bis 1962 unter Institutsdirektor Mende schwierig war, in der Philosophiegeschichte den Bogen vom „Marxismus-Leninismus“ zum vormarxistischen „deutschen Idealismus“ zu spannen. Zur Vorbereitung auf den 150. Geburtstag von Karl Marx berief Lange 1967 eine Konferenz nach Jena ein mit dem Thema „100 Jahre, das Kapital von Karl Marx und die dialektische Methode“ und hielt als Vorläufer der „Klassik-Seminare“ 1968 ein erstes „Karl-Marx-Seminar“ ab. Die erste eigenständige Publikation Langes zur Geschichte der Philosophie war 1971 eine Broschüre zum 200. Geburtstag Hegels, die er als Vorwort zu Hegels Einführung in die „Phänomenologie des Geistes“ verfasst hatte. Anlässlich des Schelling-Jubiläums zu dessen 200. Geburtstag eröffnete Lange 1977 die geschichtsphilosophische Schriftenreihe „Collegium Philosophicum Jenense“. In Weiterführung der Seminararbeiten eröffnete Lange 1975 das Projekt „Jenaer Klassik-Seminar“, das „philosophiehistorisch ein Stück Befreiung von der Herrschaft des Marxismus-Lininismus“ war. „Das ‚Projekt Jenaer Klassik-Seminar‘ hatte sich sukzessive aus der Arbeit am Gegenstand ergeben.“ 1986 folgte die Gründung des „Zentrums zur Erforschung der philosophischen und literarischen Klassik“ an der FSU, womit die zahlenmäßig kleine Sektion Philosophie unter Erhard Lange mit Georg Biedermann, Horst Schröpfer, Helmut Korch, Jürgen Stahl u. a. an ihre Kapazitätsgrenze stieß.

## Veröffentlichungen

### Beiträge zum Jenaer Klassik-Seminar
Im Ergebnis der „Klassik-Seminare“, die ab 1977 in zweijähriger Folge auch mit westdeutschen und ausländischen Beiträgen unter der Leitung Erhard Langes stattfanden, fungierte er als Mitverfasser und Herausgeber der Schriftenreihe „Collegium Philosophicum Jenense“:
- Die Philosophie des jungen Schelling. Beiträge zur Schelling-Rezeption in der DDR. Friedrich-Schiller-Universität, Jena 1977.
- Philosophie und Humanismus – Beiträge zum Menschenbild der deutschen Klassik. Darin von Erhard Lange: Das Menschenbild der klassischen deutschen Philosophie – Erbe und Gegenwart. Hermann Böhlaus Nachfolger, Weimar 1978.
- Philosophie und Religion. Beiträge zur Religionskritik der deutschen Klassik. Hermann Böhlaus Nachfolger, Weimar 1981.
- Philosophie und Frieden – Beiträge zum Friedensgedanken in der deutschen Klassik. Hermann Böhlaus Nachfolger, Weimar 1985.
- Philosophie und Natur. Beiträge zur Naturphilosophie der deutschen Klassik. Hermann Böhlaus Nachfolger, Weimar 1985.
- Philosophie und Kunst. Kultur und Ästhetik im Denken der deutschen Klassik. Hermann Böhlaus Nachfolger, Weimar 1987, ISBN 3-7400-0011-2.
- Französische Revolution und Deutsche Klassik. Beiträge zum 200. Jahrestag. Hermann Böhlaus Nachfolger, Weimar 1989, ISBN 3-7400-0115-1.

### Bücher (Auswahl)
- Dialektik von Philosophie und Ökonomie bei Karl Marx. Jena 1969.
- Erhard Lange (Hrsg.): Karl Marx, Jena 1841: Die Universitätsdokumente zur Promotion von Karl Marx. Friedrich-Schiller-Universität, Jena 1976.
- mit Dietrich Alexander und Helmuth Barth: Hegel und Wir. VEB Deutscher Verlag der Wissenschaften, Berlin 1970.
- mit Dietrich Alexander: Philosophenlexikon. Dietz Verlag, Berlin 1982, ISBN 3-88436-133-3.
- mit Norbert Hinske und Horst Schröpfer (Hrsg.): Der Frühkantianismus an der Universität Jena von 1785–1800 und seine Vorgeschichte. Frommann-Holzboog Verlag, Stuttgart-Bad Cannstatt 1995, ISBN 3-7728-1533-2.